# Ásos
Ásos, en grec moderne : Άσος, est un village sur l'île de Céphalonie, en Grèce.
Selon le recensement de 2011, la population d'Ásos comptait 88 habitants.

## Histoire
Ásos a été fondée sous la domination vénitienne et a servi de capitale administrative à la Céphalonie septentrionale à partir de 1593. Marino Gentilini, un ingénieur militaire italien, a été chargé par le Sénat vénitien en 1593-1595 de construire le château d'Assos (en), l'un des plus grands de Grèce. Le château a été initialement construit dans le but de protéger les populations locales d'invasion par des Turcs de passage ou des pirates, mais pour diverses raisons, telles que l'absence de sources naturelles pour l'approvisionnement en eau, il n'a jamais été adopté en tant que forteresse et le grand projet a été progressivement abandonné. 

## Source
- (en) Cet article est partiellement ou en totalité issu de l’article de Wikipédia en anglais intitulé « Asos » (voir la liste des auteurs).